# Amtsgericht Daun
Das Amtsgericht Daun ist ein Gericht der ordentlichen Gerichtsbarkeit in Rheinland-Pfalz und eines von acht Amtsgerichten im Bezirk des Landgerichts Trier. Das Gericht hat seinen Sitz in der Stadt Daun im Landkreis Vulkaneifel.

## Geschichte
Die Geschichte der Gerichtsbarkeit in Daun geht bis ins 14. Jahrhundert zurück. 1337 wurde Daun erstmals als Stadt erwähnt, 1346 folgte unter dem Trierer Erzbischof Balduin die Verleihung der Stadtrechte. Mit den Stadtrechten war auch das Recht einer eigenen Gerichtsbarkeit verbunden. Daneben war Daun auch Sitz des kurtrierischen Amtes Daun, zu dem auch das „Kampbücheler Hochgericht“ gehörte.
Aufgrund des Ersten Koalitionskrieges kam das linke Rheinufer nach 1794 zu Frankreich. Daun wurde 1798 Sitz eines Kantons und Sitz eines Friedensgerichts. Nachdem das Rheinland 1815 dem Königreich Preußen zugeordnet wurde, bestanden im linksrheinischen Gebiet die Friedensgerichte fort. Das Friedensgericht in Daun war besetzt mit einem Friedensrichter, einem Gerichtsschreiber sowie zwei „Ergänzungsfriedensrichtern“, einem Notar und einem Gerichtsvollzieher.
Durch das Gerichtsverfassungsgesetz vom 27. Januar 1877 wurde zum 1. Oktober 1879 das Friedensgericht Daun in „Amtsgericht Daun“ umbenannt. Wo sich das Amtsgericht befand, ist nicht bekannt.
Später wurde ein Gebäude in der ehemaligen Provinzialstraße, der heutigen Wirichstraße, bezogen. Im Dezember 1944 wurde das Gebäude bei einem Bombenangriff beschädigt, vorübergehend wurde das Amtsgericht in der Burg Daun untergebracht. Da 1968 die Zweigstelle des Amtsgerichts in Hillesheim aufgelöst wurde und die Kapazitäten für die übernommenen Bereiche nicht ausreichten, wurden Teile des Amtsgerichts im ehemaligen Königlichen Landratsamt aus dem Jahre 1830 in der heutigen Leopoldstraße untergebracht. Im Gebäude in der Wirichstraße verblieb das Amtsgericht bis 1976. Das Gebäude steht heute unter Denkmalschutz.
Mit dem Bau des heutigen Gerichtsgebäudes wurde 1985 begonnen. Die Einweihung fand am 19. März 1987 in Gegenwart des Justizministers Heribert Bickel statt.

## Zuständigkeiten
Der Gerichtsbezirk umfasst die Einwohner von insgesamt 95 Gemeinden. Er besteht aus dem Gebiet der Verbandsgemeinde Daun, der Verbandsgemeinde Kelberg sowie der ehemaligen Verbandsgemeinden Gerolstein und Hillesheim. Er entspricht somit dem Gebiet des Landkreises Vulkaneifel mit Ausnahme der ehemaligen Verbandsgemeinde Obere Kyll, welche zum Bezirk des Amtsgerichts Prüm zählt.
Dem Amtsgericht Daun ist das Landgericht Trier, diesem das Oberlandesgericht Koblenz, diesem der Bundesgerichtshof in Karlsruhe übergeordnet.
Das Amtsgericht Daun ist für alle Sachen zuständig, die bei einem Amtsgericht anhängig gemacht werden können. Für Insolvenz-, Register-, Landwirtschaftssachen des Gerichtsbezirks Daun ist das Amtsgericht Wittlich zuständig. Mahnsachen werden seit 2005 vom zentralen Mahngericht beim Amtsgericht Mayen bearbeitet.